# Топорково (Свердловская область)
Топорково — деревня в Туринском городском округе Свердловской области России.

## Географическое положение
Топорково расположено в 12 километрах к северо-востоку от города Туринска (по дорогам в 14 километрах), на правом берегу реки Туры.

## Население
| 2002 | 2010 | 2021 |
| ---- | ---- | ---- |
| 6    | ↘4   | ↘1   |